# Heiligenstädter Pfarrkirche St. Michael

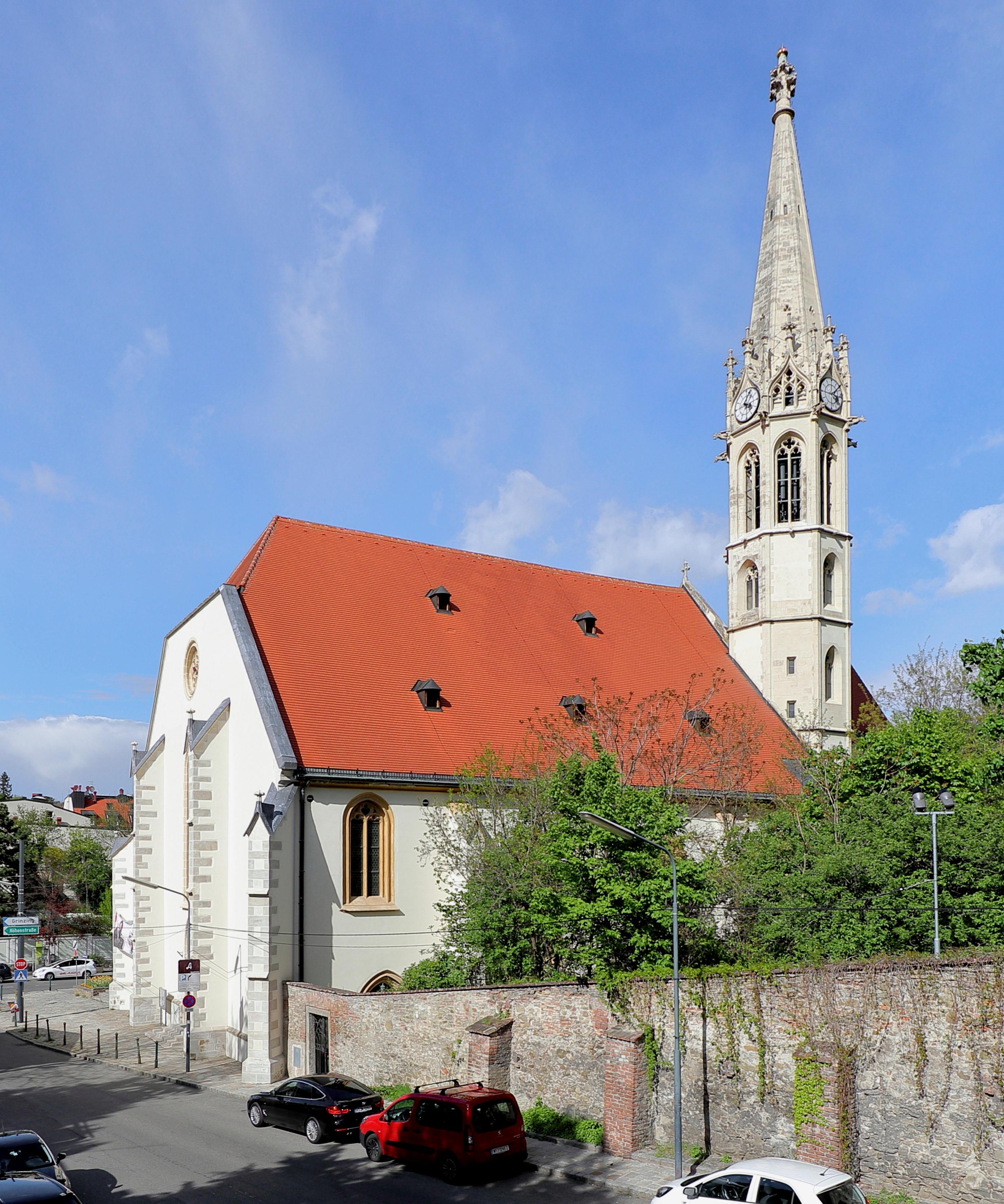
Pfarrkirche St. Michael

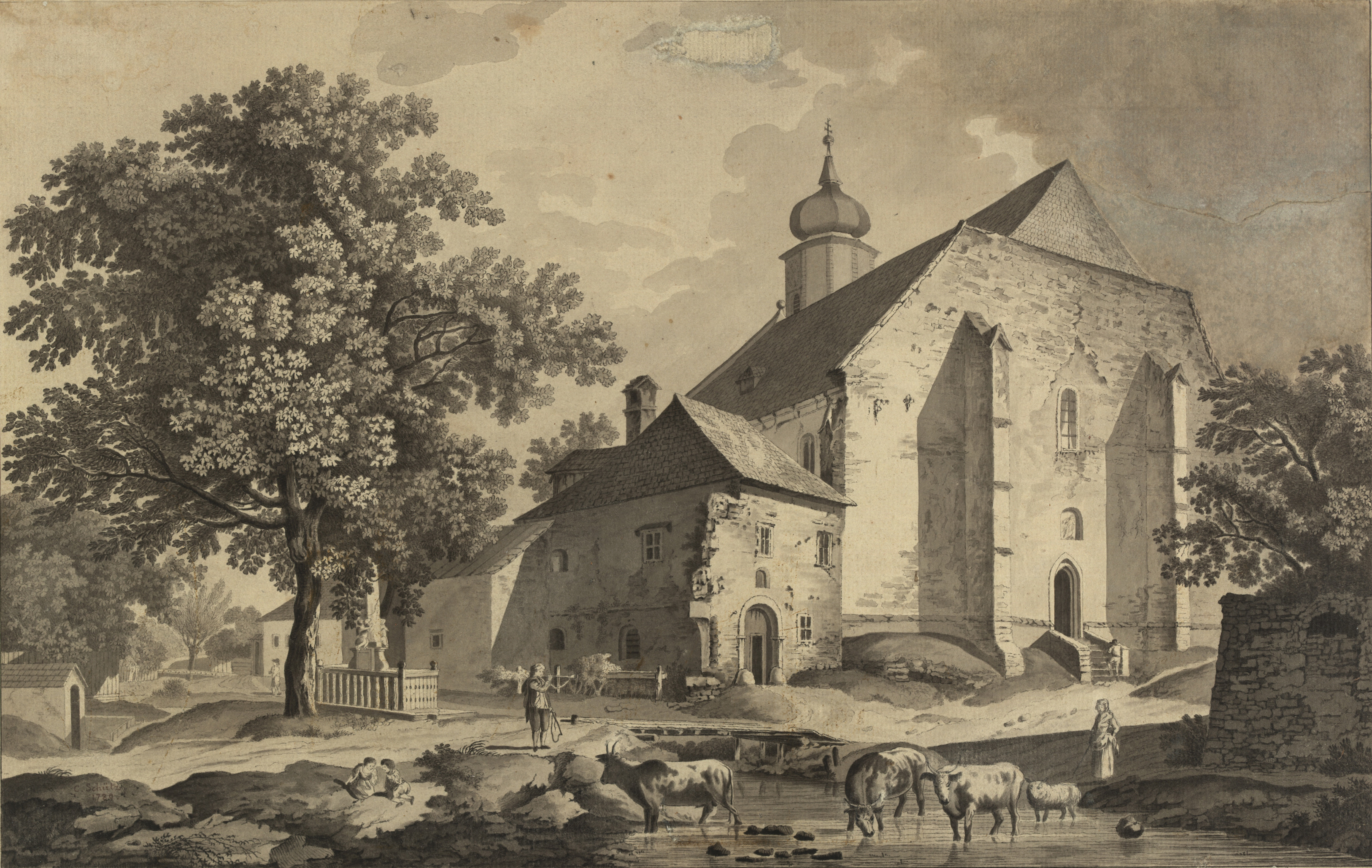
Carl Schütz: Ansicht der uralten Kirche in Heiligenstadt (1789)

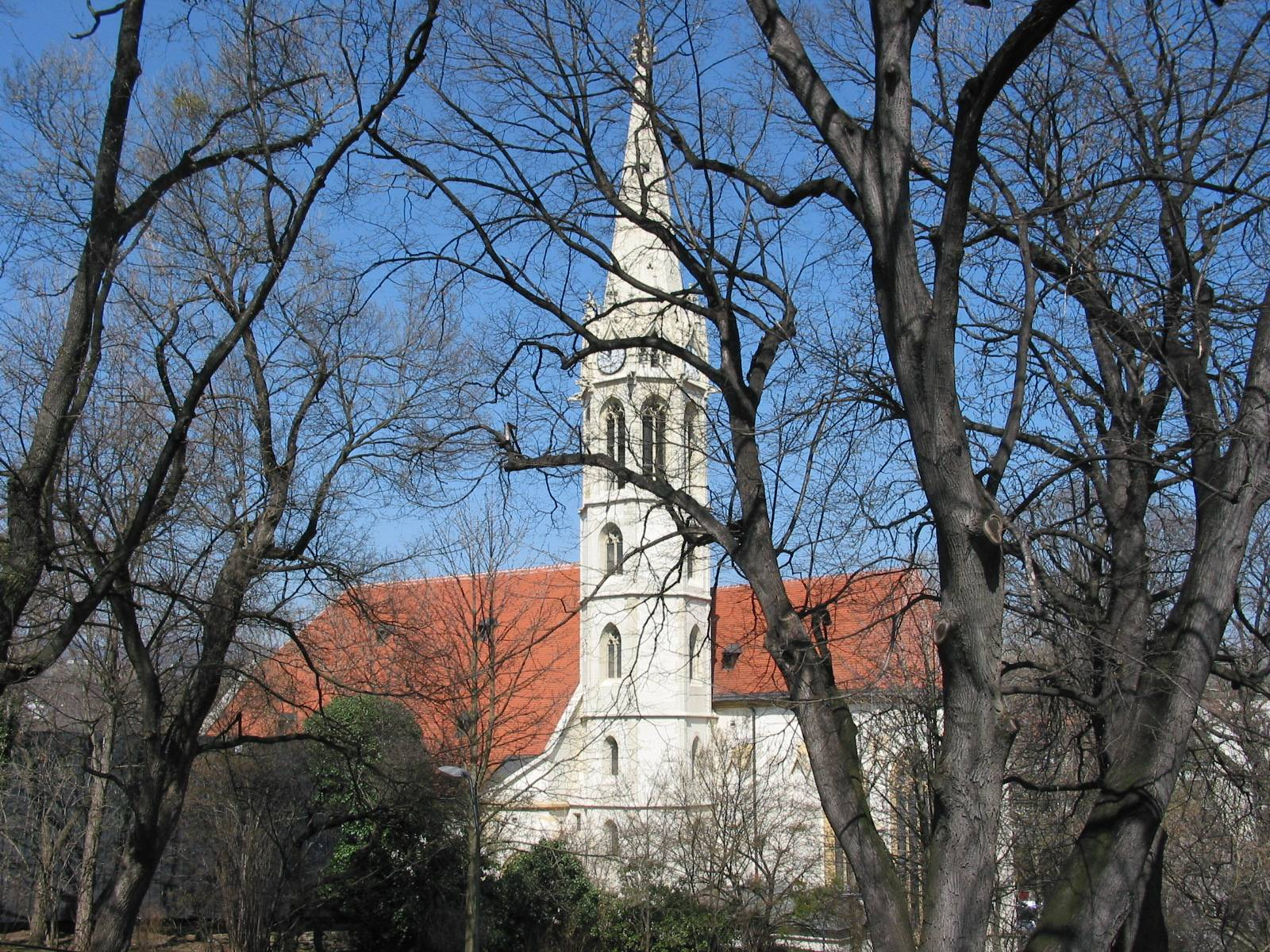
Südansicht der Pfarrkirche St. Michael

Die Heiligenstädter Pfarrkirche St. Michael ist eine römisch-katholische Pfarrkirche im Stadtteil Heiligenstadt des 19. Wiener Gemeindebezirks Döbling. Sie ist dem heiligen Michael geweiht.

## Geschichte
Jahrhundertelang war die Heiligenstädter Pfarre St. Michael eine bedeutende Pfarre im heutigen Bezirksgebiet. Genannt wurde die Kirche erstmals bereits 1243 als Filialkirche des Stiftes Klosterneuburg, im 14. Jahrhundert wurde sie zur Pfarrkirche erhoben. Zur Pfarre gehörte aber nicht nur Heiligenstadt, sondern auch die umliegenden Dörfer Nußdorf, Grinzing, Sievering, Salmannsdorf, Neustift am Walde, Oberdöbling und Unterdöbling. Die Pfarrer der Kirche wurden wiederum vom Stift gestellt, dessen Angehörige noch heute zahlreiche Pfarren im Bezirk betreuen. Da die Gläubigen der umliegenden Gemeinden mitbetreut werden mussten, erhielt Heiligenstadt auch eine relativ große Dorfkirche. Nach und nach bekamen aber immer mehr der umliegenden Orte das Pfarrrecht, sodass die Bedeutung Heiligenstadts langsam zurückging. Durch die Gründung der Pfarre Sievering verlor Heiligenstadt 1348 große Teile des westlichen Pfarrgebietes, da auch Salmannsdorf und Neustift am Walde an die neugebildete Pfarre fielen. Auch Döbling, das später an die Pfarre Währing fiel, wurde bald selbstständig. Die benachbarten Orte Nußdorf und Grinzing blieben hingegen bis zur Pfarrreform Josephs II. bei Heiligenstadt.
Die gotische Pfarrkirche musste nach den Zerstörungen durch die Türkenkriege instand gesetzt werden, 1723 wurde sie barock umgestaltet. Ende des 19. Jahrhunderts war sie jedoch so baufällig, dass sie zwischen 1894 und 1898 bis auf den Chor und die Grundmauern abgetragen werden musste. Für den Neubau, der dem alten Bau bis auf den Turm ähnelt, zeichnete Richard Jordan verantwortlich, der auch das benachbarte Karmelitenkloster Döbling errichtete. Des Weiteren waren an dem Neubau Martin und Josef Schömer beteiligt.

## Bauwerk

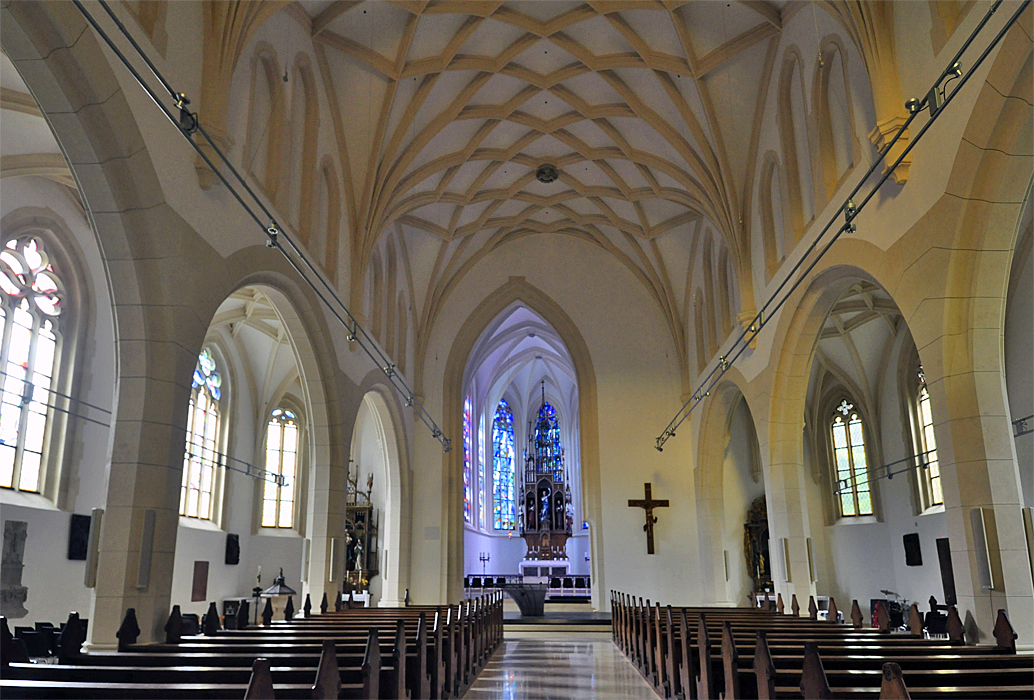
Innenansicht

Bei der heutigen Pfarrkirche Heiligenstadt handelt es sich um eine neugotische Pseudobasilika. Im Inneren fällt der erhaltene, gotische Chor auf. Er steht nicht in einer geraden Linie zum Hauptschiff, sondern ist leicht versetzt. Zudem verläuft er leicht schräg. Als Ursache dieser Gegebenheit (Achsknick) werden entweder die Bodenbeschaffenheit oder die Symbolik für das leicht schräg geneigte Haupt Jesus nach dem Kreuzigungstod vermutet. Der Hochaltar, den die oben genannten Architekten gestalteten, zeigt in der Mitte den Kirchenpatron der Pfarre, ein ebenfalls von den Architekten stammender neugotischer Seitenaltar die Heilige Maria. Aus der barocken Umgestaltung der Kirche blieb lediglich jener Seitenaltar erhalten, der dem Heiligen Sebastian geweiht ist. Der ursprüngliche Hochaltar von Matthias Steindl wurde der Pfarre Leopoldau übergeben, das Hochaltarbild von Johann Georg Schmidt wanderte hingegen in das Museum des Stiftes Klosterneuburg. Der Kreuzweg der Kirche ist noch jüngeren Datums. Er wurde 1930/31 von Franz Zelezny gestaltet. Die Hauptpersonen der Passion Christi wurden dabei mit den Gesichtern prominenter Persönlichkeiten (wie Bundeskanzler Seipel) sowie Bewohnern von Heiligenstadt ausgeführt. Der Turm beherbergt ein fünfstimmiges Bronzegeläut, welches gänzlich von der Wiener Glockengießerei Pfundner 1954 gegossen wurde. Die Glocken haben die Töne d´- fis´- a´- h´- d´´.